# Open Library

Open Library est un projet de l’Internet Archive organisme à but non lucratif, visant à cataloguer tous les livres publiés, quelle que soit leur langue, dans une base de données librement accessible sur Internet. Il a été créé par Aaron Swartz, et Brewster Kahle, entre autres.

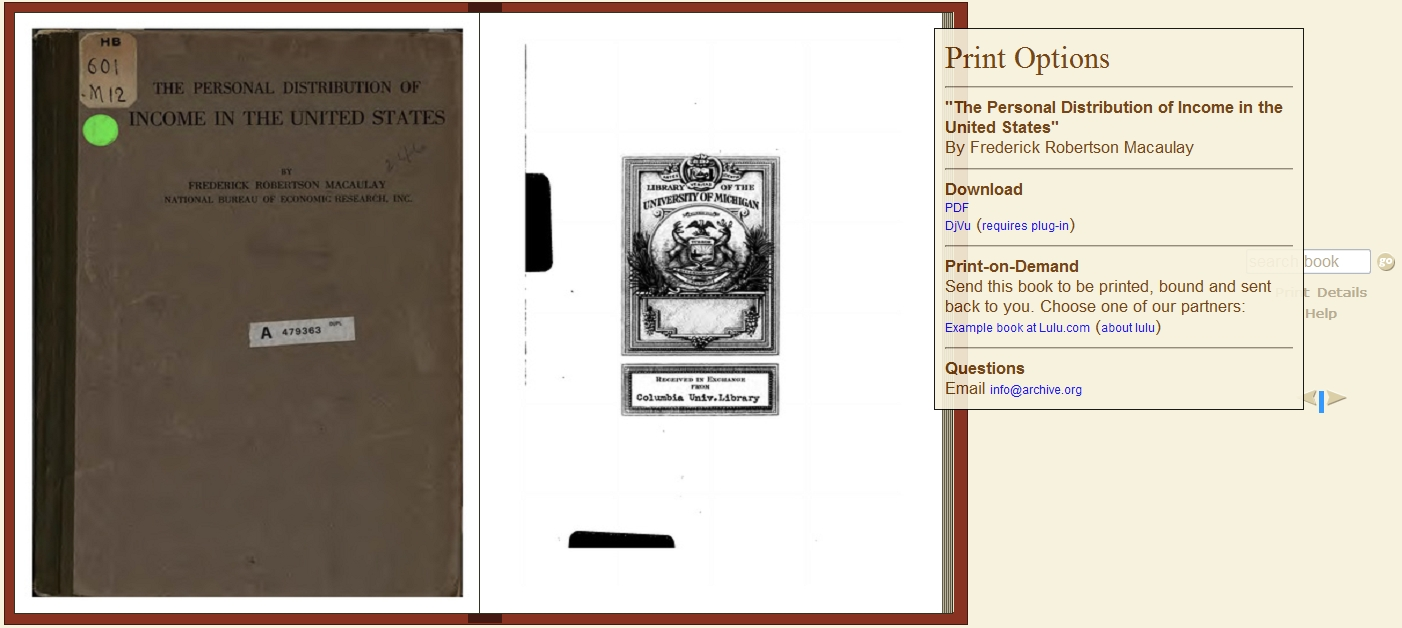
Capture d'écran, recto d'un livre de Frederick Macaulay.

Open Library centralise les fichiers bibliographiques fournis par des bibliothèques et des éditeurs. Les contributeurs individuels peuvent aussi créer des fiches d'ouvrages, ajouter des images de couvertures d'ouvrages et de portraits d'auteurs. 
Nous pouvons retrouver sur ce site un total de 93 thématiques présenté, regroupé en 13 grandes catégories telles que des ouvrages sur les Sciences sociales, l'Histoire, l'Art, la science-fiction, mais aussi des fictions destinées aux enfants. 
En juillet 2009, le site recense 27 millions de fiches en ligne et plus d'un million d'ouvrages en texte intégral (image de l'imprimé original).
Le contenu d'Open Library est dans le domaine public, alors que le code source du site est publié sous l'AGPL v3.